# Distretto elettorale di Tsumkwe
Il distretto elettorale di Tsumkwe è un distretto elettorale della Namibia situato nella Regione di Otjozondjupa con 9.907 abitanti al censimento del 2011. Il capoluogo è la città di Tsumkwe.